# Michelle Simmons
Pour les articles homonymes, voir Simmons.
Michelle Yvonne Simmons est une physicienne anglo-australienne, née en 1967 à Londres. Elle est professeure de physique quantique à l'université de Nouvelle-Galles du Sud (Australie) où elle est directrice du centre for Quantum Computation and Communication Technology. Elle est membre de l'académie australienne des sciences depuis 2006 et de l'académie américaine des arts et des sciences depuis 2014. En 2012, Michelle Simmons développe le transistor à l'échelle d'un seul atome grâce au cristal de silicium dans lequel sont plongés plusieurs atomes de phosphore. Ce transistor atomique est nécessaire pour créer un ordinateur qui se sert de la mécanique quantique pour traiter plus rapidement les informations. Les calculs peuvent être résolus en dix secondes plutôt qu'en milliers d'années. 
Elle est lauréate du prix L'Oréal-Unesco pour les femmes et la science en 2017 pour sa contribution révolutionnaire à l’électronique quantique et atomique, du transistor atomique à l’ordinateur quantique.
En 2018, elle est nommée membre étranger de la Royal Society. En 2022, elle reçoit la Bakerian Lecture (en) de la Royal Society.